# Kamalija
Kamalija Zahoor (ukrainska: Камалія Захур, Kamalija Zachur; ryska: Камалия Захур), född Natalja Sjmarenkova den 18 maj 1977 i Transbajkal, är en ukrainsk sångerska. Hon utsågs till Mrs World år 2008.
2003 gifte hon sig med Mohammad Zahoor, grundare av Kyiv Post.